# Морриньюс (Гояс)
Морриньюс (порт. Morrinhos) — муниципалитет в Бразилии, входит в штат Гояс. Составная часть мезорегиона Юг штата Гойас. Входит в экономико-статистический микрорегион Мея-Понти. Население составляет 38 991 человек на 2007 год. Занимает площадь 2846,191 км². Плотность населения — 13,4 чел./км².
Праздник города — 16 июля.

## Статистика
- Валовой внутренний продукт на 2003 год составляет 281 698 782,00 реалов (данные: Бразильский институт географии и статистики).
- Валовой внутренний продукт на душу населения на 2003 год составляет 7269,65 реалов (данные: Бразильский институт географии и статистики).
- Индекс развития человеческого потенциала на 2000 год составляет 0,806 (данные: Программа развития ООН).

## Галерея

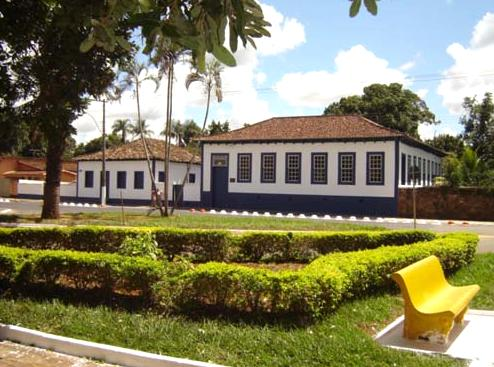
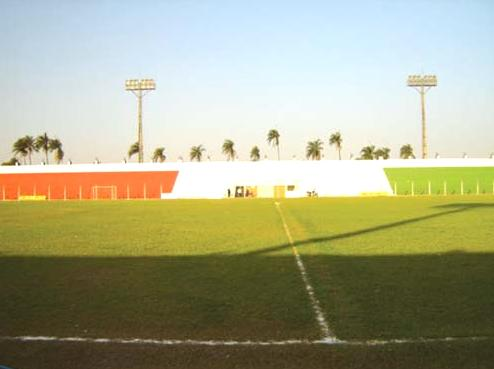
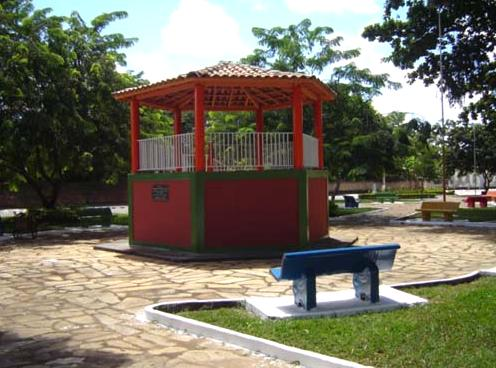

## География
Климат местности: тропический.